# MySQL AB
MySQL AB（1995年設立、2008年サン・マイクロシステムズに買収され消滅）はデータベース管理システムMySQLおよびMySQL Clusterのような関連する製品の開発者および所有者であった会社。スウェーデンのウプサラとアメリカ合衆国カリフォルニア州クパチーノの二ヶ所に本社を置き、ほかのいくつかの国にオフィスを置いた（パリ、ミュンヘン、ダブリン、ミラノ、東京）。
MySQL ABは25ヶ国に400人の従業者を持つ、世界でもっとも大きなオープンソースソフトウェアの開発者であった。従業員の約70%がMy SQLのためにテレワーク形態で働いていた。
2008年1月16日、MySQL ABは約10億ドルでサン・マイクロシステムズに買収されることに同意したと発表した。買収は2008年2月26日に完了した。
MySQLはLinux、Apache HTTP Server、PHPと共に、LAMPを構成するブロックのひとつである。MySQL ABは2004年に全世界で500万超のインストールされたMySQLと1000万回超の製品のダウンロードが存在することを主張していた。

## ビジネスモデル
MySQL ABは、一般的にオープンソースソフトウェア会社の「第二世代」と彼らが主張する中での王者として挙げられる。オープンソースソフトウェア会社の第一世代、第二世代の双方とも、収益は通常製品のサポート・コンサルティング・トレーニングなどから得られる。
一般的に、MySQL ABやトロールテックなどの「第二世代」を、それ以前のオープンソースのビジネスモデルと区別するものはデュアルライセンスである。そのソフトウェアはいくらかのオープンソースライセンスの下で入手可能となるかもしれないが、事実として、古めかしい、ソフトウェアライセンスの販売から収益を引き出すことに努める営利企業によっても所有される。
たとえば、MySQL ABはGNU General Public Licenseの下無償でMySQLを入手可能な状態にしているが、GPLがクローズドソースの製品にMySQL ABのテクノロジーを含むなどといった目的に沿わないと考える顧客のために、他のより古めかしい商用ライセンスの下でMySQLを販売している。
MySQL ABのためのほかの財源は、サポート・コンサルティング・トレーニング・MySQLサーバの証明のために用いられる。いくつかの追加サービスと共に、MySQLはMySQL Enterpriseと呼ばれる認可ベースの製品が提供する。それはデル・ヒューレット・パッカード・ノベルなどのほかの会社によっても提供される。

## 歴史
- 1995年 ミカエル・ウィデニウス、デビッド・アクスマルク、アラン・ラーソンによって創立
- 2001年 マーチン・ミコスがCEOに選任される
- 2001年 スカンジナビアのベンチャーキャピタルによって最初の資金調達が行われる
- 2003年 Benchmark Capitalに率いられた投資家のグループによって資金調達が行われる
- 2003年 SAP DBの完全な商業的権利を所得し、SAP AGによってパートナーシップ協定が終了する
- 2003年 エリクソンの子会社Alzatoを買収する
- 2005年 MySQL Network登録サービスがスタート
- 2006年 インテル、レッドハット、SAP AGその他による資金調達
- 2008年 サン・マイクロシステムズに買収され消滅